# Unione Sportiva Triestina 1964
Questa voce raccoglie le informazioni riguardanti l'Unione Sportiva Triestina nelle competizioni ufficiali della stagione 1964.

## Maglie e sponsor
| 1ª divisa |

## Rosa
| N° | Naz.              | Ruolo | Sportivo          |  |  |  |
| -- | ----------------- | ----- | ----------------- |  |  |  |
| ?  | Italia (bandiera) | E     | Franco Cervo      |  |  |  |
| ?  | Italia (bandiera) | P     | Chiandussi        |  |  |  |
| ?  | Italia (bandiera) | E     | Fabris            |  |  |  |
| ?  | Italia (bandiera) | P     | Enzo Mari         |  |  |  |
| ?  | Italia (bandiera) | E     | Romano Martellani |  |  |  |
| ?  | Italia (bandiera) | E     | Flavio Perok      |  |  |  |
| ?  | Italia (bandiera) | E     | Roberto Pockay    |  |  |  |
| ?  | Italia (bandiera) | E     | Giuseppe Prinz    |  |  |  |

### Libri
- La Gazzetta dello Sport, Annuario dello Sport 1965, Milano, Edizioni S.E.S.S.,  pp. 266-268, risultati e classifica finale della stagione 1964, conservato dalla Biblioteca comunale centrale di Milano, deposito di via Quaranta.
- Gianfranco Capra e Mario Scendrate, Hockey su pista in Italia e nel mondo, Novara, Casa Editrice S.E.N., settembre 1984,  p. 105.

### Giornali
- La Gazzetta dello Sport, conservata microfilmato presso.
  - Biblioteca Nazionale Braidense di Milano, presso MediaTeca Santa Teresa, via Moscova 28 a Milano;
  - Biblioteca Nazionale Centrale di Firenze;
  - Biblioteca Nazionale Centrale di Roma;
  - Biblioteca Civica Berio di Genova;
  - e presso Emeroteca del C.O.N.I. di Roma (non è online ma è da consultare in sede).
- Il Cittadino di Monza e Brianza, che ha sempre pubblicato i risultati nell'edizione del giovedì. Giornale conservato microfilmato presso la Biblioteca Nazionale Braidense di Milano (presso emeroteca Santa Teresa in via Moscova 28), la Biblioteca Comunale di Monza e online.